# Begonia homonyma
Espèce
Synonymes
- Augustia caffra (Meisn.) Klotzsch[1]
- Begonia caffra Meisn.[1]
- Begonia dregei var. caffra (Meisn.) A.DC.[1]
- Begonia favargeri Rech. ex Zahlbr.[1]
- Begonia rudatisii Irmsch.[1]
- Begonia sinuata E.Mey. ex Otto & A.Dietr.[1]
- Begonia uncinata Klotzsch[1]

Begonia homonyma est une espèce de plantes de la famille des Begoniaceae. Ce bégonia est originaire d'Afrique du Sud. L'espèce fait partie de la section Augustia. Elle a été décrite en 1840 par le botaniste allemand Ernst Gottlieb von Steudel (1783-1856). L'épithète spécifique homonyma signifie « ambigu ».

## Répartition géographique
Cette espèce est originaire du pays suivant : Afrique du Sud.